# Тюптієво
Тюпті́єво (рос. Тюптиево) — присілок в Ігринському районі Удмуртії, Росія.

## Населення
Населення — 135 осіб (2010; 192 в 2002).
Національний склад станом на 2002 рік:
- удмурти — 94 %

## Урбаноніми[3]
- вулиці — Джерельна, Пихтовська